# جورجیا گولد
جورجیا گولد (انگلیسی: Georgia Gould؛ زادهٔ ۵ ژانویهٔ ۱۹۸۰) دوچرخه‌سوار اهل ایالات متحده آمریکا است.
وی در مسابقات کشوری و بین‌المللی در مجموع برندهٔ ۱ مدال برنز شده‌است.